# Fijación de carbono

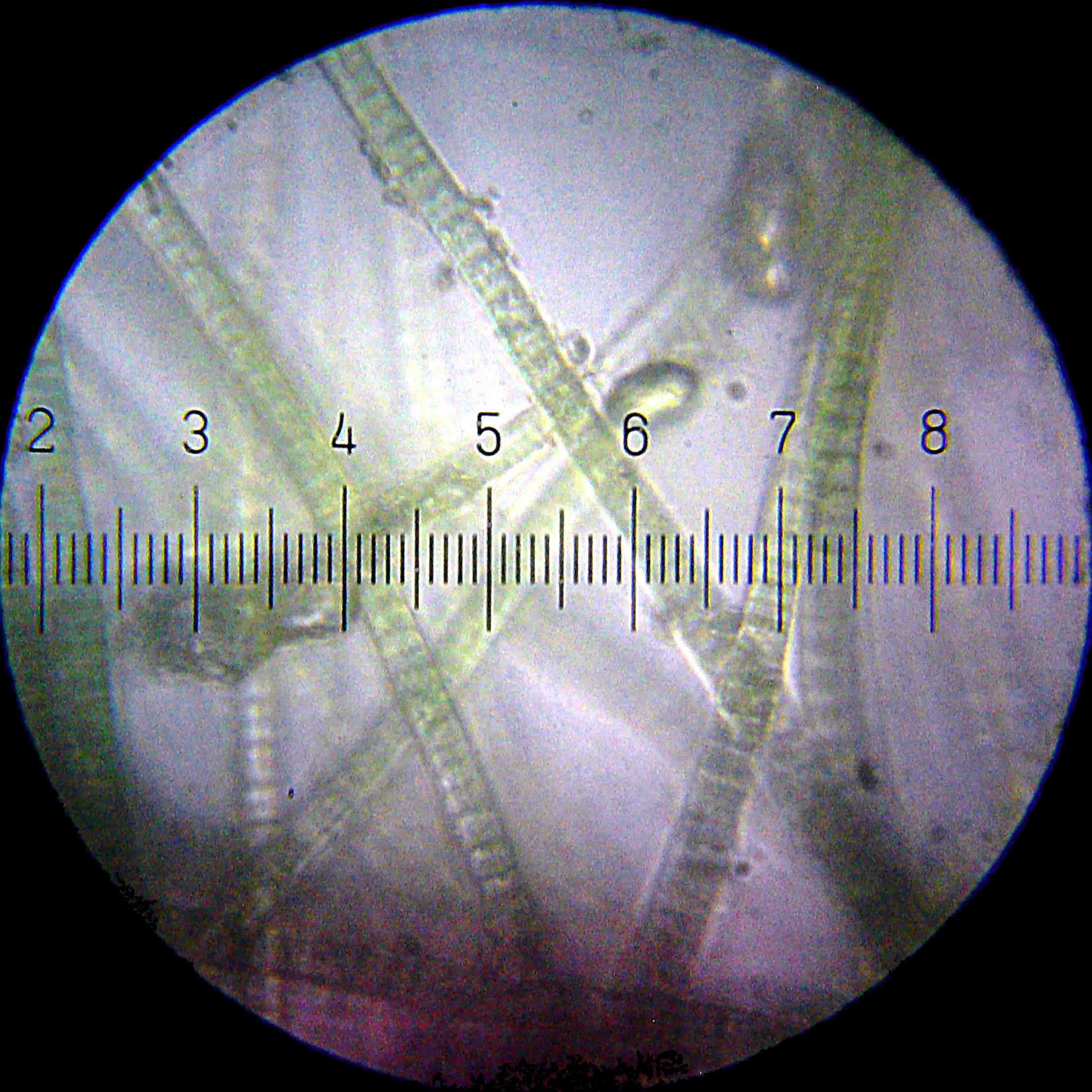
Microfotografía de Cianobacterias filamentosas fotosintéticas. Su aparición marcó el inicio de muchas plantas fotosintéticas, lo que cambió la atmósfera de la Tierra.

La fijación de carbono es la conversión de carbono inorgánico (en forma de dióxido de carbono) en compuestos orgánicos realizada por seres vivos. El ejemplo más importante de fijación de carbono tiene lugar en la fotosíntesis durante la fase oscura, aunque la quimiosíntesis es otra forma de fijación de carbono que ocurre en ausencia de luz. Los organismos que crecen fijando carbono se denominan autótrofos. Los autótrofos incluyen a los fotoautótrofos, que sintetizan compuestos orgánicos utilizando la energía de la luz, y los litoautótrofos, que sintetizan compuestos orgánicos utilizando la energía producida por oxidaciones inorgánicas. Los heterótrofos son los organismos que crecen utilizando el carbono que fue fijado en compuestos orgánicos por los autótrofos. Los heterótrofos utilizan los compuestos orgánicos para producir energía y para construir las estructuras corporales. Las expresiones "carbono fijado", "carbono reducido", y "carbono orgánico" son equivalentes para varios compuestos orgánicos.

## Fijación neta y bruta del CO2

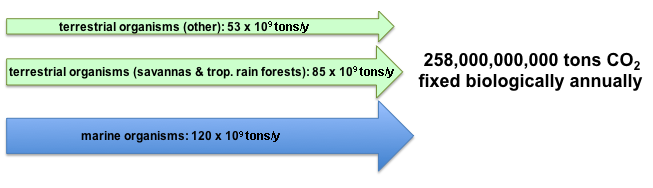
Gráfico que muestra las cantidades netas anuales de fijación de en organismos terrestres y acuáticos.

Se estima que la fotosíntesis convierte aproximadamente 258.000 millones de toneladas de dióxido de carbono cada año. La mayor parte de la fijación ocurre en los océanos, especialmente en las áreas ricas en nutrientes con abundancia de fitoplancton. La cantidad bruta de dióxido de carbono fijada es mucho mayor ya que aproximadamente el 40% del total fijado se consume en la respiración diariamente. Se considera que la enzima fijadora de carbono RuBisCO es la proteína más abundante en la Tierra.

## Introducción a las vías de fijación
Hasta el año 2011 se conocían seis vías de fijación del carbono autótrofas: el ciclo de Calvin que fija carbono en los cloroplastos de las plantas y algas y en las cianobacterias. También se fija carbono en la fotosíntesis anoxigénica realizada por un grupo de proteobacterias llamadas bacterias púrpuras, y en algunas proteobacterias no fototróficas.

## Fotosíntesis oxigénica
En la fotosíntesis, la energía de la luz impulsa la vía de fijación del carbono. La fotosíntesis oxigénica se produce en las plantas, algas y cianobacterias (productores primarios) que poseen un pigmento biológico llamado clorofila, y utilizan el ciclo de Calvin para fijar el carbono autotróficamente.
El proceso funciona así.
Durante la fase luminosa de la fotosíntesis se absorbe luz, utilizándose al agua como donante de electrones, y desprendiéndose oxígeno procedente del agua. Simultáneamente se produce energía química almacenada como ATP y moléculas reductoras (NADPH). Estos ATP y NADPH serán utilizados en la fase oscura para fijar el carbono y formar azúcares.
El ciclo de Calvin utiliza el carbono proveniente del dióxido de carbono para formar triosas fosfato (TP), tales como el gliceraldehido 3-fosfato (GAP) y la dihidroxiacetona fosfato (DHAP):
Si se añaden a la ecuación los ATP y NADPH consumidos (procedentes de la fase luminosa), queda así:
El P
i es un fosfato inorgánico, HOPO2−
3 + 2 H+
.
La fotosíntesis oxigénica evolucionó hace entre 3,5 a 2,3 de miles de millones de años apareciendo primero en las cianobacterias.

### RuBisCO y la fijación de carbono
La enzima encargada de realizar la fijación del carbono en el ciclo de Calvin se denomina RuBisCO (Ribulosa Bisfosfato Carboxilasa Oxidasa). Al centro activo de esta enzima entra un azúcar de 5 carbonos preexistente en la planta llamado ribulosa 1,5-bisfosfato y una molécula de CO
2.
EL CO
2 se activa reaccionando con una lisina en el centro activo, para formar un carbamato, y después se fija al mencionado azúcar al reaccionar con el grupo carbonilo del carbono 2 del azúcar para producir un grupo carboxilato (COO−
). Esta condensación produce un azúcar de 6 carbonos llamada 3-ceto-2-carboxiarabinitol-1,5-bisfosfato, el cual es muy inestable y enseguida se escinde formando dos moléculas de 3 carbonos (3-fosfoglicerato). Este 3-fosfoglicerato es el primer producto estable del ciclo de Calvin que contiene el carbono fijado, por lo que las plantas que fijan directamente el carbono en el ciclo de Calvin se denominan plantas C
3, ya que el 3-fosfoglicerato posee 3 carbonos.

### RuBisCO y la fotorrespiración
La enzima RuBisCO, como su nombre lo indica, además de su actividad carboxilativa fijando CO
2 (lo que origina dos moléculas de 3-fosfoglicarato), tiene también una actividad promiscua de tipo oxigenasa, por la cual el O
2 entra al centro activo, se une a la ribulosa 1,5-bisfosfato y produce una única molécula de 3-fosfoglicerato (3 carbonos) y una de fosfoglicolato (dos carbonos). 
En su actividad como oxigenasa, no hay fijación de carbono, y además, el fosfoglicolato formado debe transformarse en una segunda molécula de 3-fosfoglicerato por medio de un proceso llamado fotorrespiración. La fotorrespiración consume energía, lo que supone una disminución del rendimiento de la fotosíntesis. La actividad oxigenasa de esta enzima se favorece cuando en el cloroplasto hay bajas concentraciones de CO
2, altas de O
2 y altas temperaturas, por lo que en las plantas que viven en climas que favorecen estas condiciones evolucionó una serie de adaptaciones que evitan la fotorrespiración y mantienen el rendimiento fotosintético alto, al asegurar que la concentración de CO
2 que entra al ciclo de Calvin siempre será alta, al fijarlo previamente en otros compuestos. Estas adaptaciones conducen a lo que actualmente se conocen como plantas C
4 y CAM.

### Mecanismos de concentración de carbono
Muchos organismos fotosintéticos adquirieron a lo largo de la evolución mecanismos para aumentar la concentración de carbono inorgánico (Mecanismos de Concentración de Carbono-MCC), que tienen por objetivo incrementar la concentración de dióxido de carbono disponible para la enzima inicial del ciclo de Calvin, la RuBisCO. El CO
2 es un factor limitante de la fotosíntesis. Los beneficios de los MCC son un aumento de la tolerancia a concentraciones externas bajas de carbono inorgánico, y la reducción de las pérdidas por fotorrespiración. La existencia de los MCC hace que las plantas sean más tolerantes al calor y al estrés por falta de agua.
Los mecanismos de concentración de carbono utilizan la enzima anhidrasa carbónica, la cual cataliza tanto la deshidratación del ácido bicarbonato a dióxido de carbono, como la hidratación de dióxido de carbono a bicarbonato.
Las membranas lipídicas son mucho menos permeables al bicarbonato que al dióxido de carbono. Para capturar al carbono inorgánico más efectivamente, algunas plantas adoptaron la siguiente reacción anaplerótica:
Catalizada por la PEP carboxilasa (PEPC), la cual carboxila al fosfoenolpiruvato (PEP) para formar oxalacetato (OAA), el cual es un ácido dicarboxílico C
4, es decir, formado por 4 átomos de carbono. Posteriormente el oxalacetato da lugar a malato o a aspartato.

#### Plantas C3
La gran mayoría de las plantas utilizan un mecanismo de fijación del carbono C
3, en el cual el CO
2 se fija directamente en el ciclo de Calvin, sin que se produzcan fijaciones previas. El primer producto estable en el que queda fijado el carbono en el ciclo de Calvin es un compuesto de 3 carbonos, llamado 3-fosfoglicerato, lo que explica la denominación de C
3. Están mal adaptadas en evitar la fotorrespiración y la pérdida de agua en climas cálidos, pero son eficientes en otros ambientes. Las plantas C
3 tienen una firma de isótopos de carbono de -24 a -33‰.

#### Plantas C4
Las plantas C
4 antes del ciclo de Calvin, realizan una reacción en la que incorporan al CO
2 atmosférico en compuestos de 4 carbonos tales como el oxalacetato y después malato o aspartato. En reacciones posteriores, el malato y el aspartato se descomponen desprendiendo CO
2, que entra al ciclo de Calvin, por lo que hay una fijación de carbono previa, y después, una segunda fijación de carbono en el ciclo de Calvin, en la que interviene la RuBisCO. Las plantas C
4 tienen una anatomía especial en sus hojas. La fijación inicial tiene lugar en las células del mesófilo de las hojas, y la fijación final en el ciclo de Calvin tiene lugar en las células de la vaina vascular que rodea a los vasos conductores de las hojas (nervios). Son ejemplos de plantas C
4 muchas plantas tropicales tales como la caña de azúcar y el maíz. En total existen unas 7.600 especies de plantas terrestres que utilizan una fijación de carbono de tipo C
4, lo que supone alrededor de un 3% de todas las especies de plantas. Estas plantas tienen una firma de isótopos de carbono de -16 a -10 ‰, y son más eficientes haciendo la fotosíntesis en climas cálidos, ya que evitan la fotorrespiración al mantener una concentración elevada de CO2 en vaina vascular.

#### Plantas CAM
Las plantas CAM utilizan el mecanismo que tienen el metabolismo ácido de las crasuláceas, puede considerarse una variación del mecanismo C
4 que utilizan las plantas de climas áridos como una adaptación para evitar la pérdida de agua. Estas plantas no abren sus estomas durante el día porque transpirarían y se secarían, en cambio lo hacen de noche. Durante la noche el CO
2 entra en las hojas y es convertido en un compuesto de 4 carbonos el oxalacetato y después a malato, en forma similar a lo que ocurre en las plantas C
4. El malato se acumula, y después, durante el día, y con los estomas cerrados, se libera el CO
2 que será definitivamente fijado en el ciclo de Calvin. Aquí no hay una especialización anatómica de las hojas para la fijación del carbono, sino una separación temporal: durante la noche se fija el carbono como malato, y durante el día en el ciclo de Calvin. Son ejemplos de plantas CAM los ananás y los cactos. En total hay unas 16.000 especies de plantas CAM. Estas plantas tienen una firma de isótopos de carbono de -20 a -10 ‰, y tienen una fotosíntesis más eficiente en climas desérticos o semidesérticos.

## Otras vías autótrofas
Existen otras cinco vías autótrofas de fijación de carbono, de las cuales dos se conocen sólo en bacterias, dos sólo en arqueas, y una tanto en bacterias como en arqueas.

### Ciclo reductivo del ácido cítrico
El ciclo reductivo del ácido cítrico es un ciclo del ácido cítrico que funciona en sentido inverso en algunos organismos, como ciertas bacterias anaeróbicas y microaeróbicas. Fue descubierto en el año 1966 por Evans, Buchanan y Arnon, quienes estaban trabajando en el estudio de la fotosíntesis anoxigénica de la bacteria verde del azufre Chlorobium thiosulfatophilum. A este ciclo se lo llama a veces ciclo de Arnon-Buchanan. En este ciclo se capta CO
2 y H
2O y se transforman en compuestos orgánicos, cuando en el ciclo de Krebs normal ocurre al revés.

### Vía reductiva del acetil-CoA
La vía del acetil-CoA reductiva no es cíclica y opera sólo en bacterias anaeróbias estrictas (acetógenas) y en las arqueas metanógenas. Esta vía fue propuesta en 1965 por Ljungdahl y Wood cuando estaban estudiando a la bacteria Gram positiva productora de ácido acético Clostridium thermoaceticum (a veces llamada Moorella thermoacetica), razón por la cual también se la llama vía de Wood-Ljungdahl. La metanogénesis hidrogenotrófica, propia de ciertas arqueas supone el 80% de toda la metanogénesis global, y se encuentra basada en la vía reductiva del acetil-CoA. En la vía reductiva del acetil-CoA el dióxido de carbono se convierte en monóxido de carbono, que luego se convierte en acetil-CoA, el cual puede ser utilizado para la biosíntesis.

### Ciclo del 3-hidroxipropionato y sus ciclos relacionados
El ciclo del 3-hidroxipropionato que utilizan las bacterias verdes no del azufre (Chloroflexi), se propuso en el año 2002 para explicar el metabolismo microbiano de la bacteria fotosintética anoxigénica Chloroflexus aurantiacus. Ninguna de las enzimas que participan en el ciclo del 3-hidroxipropionato son especialmente sensibles al oxígeno.
Se ha encontrado una variante de la vía del 3-hidroxipropionato en la arquea aeróbica termoacidófila extrema Metallosphaera sedula. Esta vía se llama ciclo del 3-hidroxipropionato/4-hidroxibutirato. Otra variante más de la vía del 3-hidroxipropionato es el ciclo del dicarboxilato/4-hidroxibutirato, que se descubrió en arqueas anaeróbica, y fue propuesto en 2008 para la arquea hipertermófila Ingnicoccus hospitalis.

## Quimiosíntesis
Las bacterias quimiosintéticas que oxidan hidrógeno o azufre, pueden fijar el carbono por medio del ciclo de Calvin o del ciclo do ácido cítrico reductivo. En la quimiosíntesis de estas bacterias se produce la fijación del carbono impulsada por la oxidación de sustancias inorgánicas tales como por ejemplo el hidrógeno gaseosos o el sulfuro de hidrógeno.

## Vías no autótrofas
Aunque casi ningún heterótrofo puede sintetizar moléculas orgánicas completas a partir de dióxido de carbono, pueden incorporar una cierta cantidad de CO
2 producido en su metabolismo a ciertas reacciones. Por ejemplo, la piruvato carboxilasa consume dióxido de carbono (en forma de iones bicarbonato) como parte de la gluconeogénesis, y el dióxido de carbono se consume en varias reacciones anapleróticas.

## Discriminación entre los isótopos de carbono
Algunas carboxilasas, fudamentalmente la RuBisCO, se une preferentemente al isótopo de carbono estable más ligero, o sea al carbono-12, antes que al más pesado carbono-13. Esto se denomina discriminación de isótopos de carbono y da lugar a una proporciones de carbono12/carbono13 en las plantas que son menores a las que existen al aire libre. La medición de esta proporción es importante en la evaluación de la eficiencia en el uso del agua por parte de las plantas, y también para evaluar las fuentes probables de carbono en estudios del ciclo del carbono global.